# Proagonistes africanus
Proagonistes africanus là một loài ruồi trong họ Asilidae. Proagonistes africanus được Ricardo miêu tả năm 1925. Loài này phân bố ở vùng nhiệt đới châu Phi.